# Pingia granulosa
Pingia granulosa är en groddjursart som först beskrevs av Chang 1933.  Pingia granulosa ingår i släktet Pingia och familjen vattensalamandrar. Inga underarter finns listade i Catalogue of Life.